# Route départementale 22 (Hautes-Pyrénées)
Pour les articles homonymes, voir D22 et Route départementale 22.
La route départementale 22, ou RD 22, est une route départementale des Hautes-Pyrénées reliant Sost à Izaourt.

## Descriptif

### Longueur
L'itinéraire présente une longueur de 13,68 km.

### Nombre de voies
La RD 22 est sur la totalité de son tracé bidirectionnelle à deux voies.

### Tracé
La RD 22 traverse le département du sud au nord à partir du bourg de Sost et rejoint le village d'Izaourt.
Elle coupe la D 26 au niveau d'Izaourt.
Elle est entièrement dans le Pays des Nestes en Barousse.

## Communes traversées
- Sost
- Esbareich
- Mauléon-Barousse
- Thèbe
- Troubat
- Samuran
- Ilheu
- Anla
- Izaourt

## Gestion, entretien et exploitation

### Organisation territoriale
En 2021, les services routiers départementaux sont organisés en cinq agences techniques départementales et 25 centres d'exploitation qui ont pour responsabilité l’entretien et l’exploitation des routes départementales de leur territoire. 
La RD 22 dépend de l'agence des Pays des Nestes et du centre d'exploitation de Loures-Barousse.

### Exploitation
En saison hivernale, le département publie une carte des conditions de circulation (C1 circulation normale, C2 délicate, C3 difficile, C4 impossible).